# Ihor Jurczenko
Ihor Mykołajowycz Jurczenko (ukr. Ігор Миколайович Юрченко, ros. Игорь Николаевич Юрченко, Igor Nikołajewicz Jurczienko; ur. 5 września 1960 w Iwano-Frankiwsku) – ukraiński piłkarz, grający na pozycji pomocnika, trener piłkarski.

## Kariera piłkarska

### Kariera klubowa
Wychowanek DJuSSz "Spartak" w Iwano-Frankiwsku. W 1977 rozpoczął występować w miejscowym klubie Spartak Iwano-Frankiwsk, który wtedy uczestniczył w rozgrywkach Pierwoj (II poziom) ligi Mistrzostw ZSRR. W latach 1979–1980 służył w wojskowym klubie SKA Rostów nad Donem występującym w Wysszej Lidze Mistrzostw ZSRR. W 1980 powrócił do rodzimego klubu. W 1981 przeszedł do pierwszoligowego Szachtara Donieck, a potem w 1985 ponownie powrócił do Spartaka. Po krótkim czasie zmienił klub na Czornomoreć Odessa. W 1987 po raz trzeci wrócił do macierzystego klubu, aby następne dwa lata występować w drugoligowej drużynie SKA Karpaty Lwów. Po sezonie w Czornomorcu Odessa ponownie wrócił do Prykarpattia. W latach 1991–1993 razem z bratem Mykołą zaliczył występy w czeskim klubie FC Zbrojovka Brno. Od 1993 łączył funkcje piłkarza i trenera w macierzystym klubie, w którym w wieku 37 lat zakończył karierę w końcu 1997 roku. W międzyczasie w marcu 1997 zagrał 1 mecz w farm klubie Spartaka FK Tyśmienica. Był jednym z najlepszych oraz najbardziej znanym piłkarzem Spartaka.

## Kariera trenerska
Jeszcze będąc piłkarzem łączył też funkcje trenera w klubie Prykarpattia Iwano-Frankiwsk, który występował w ukraińskiej Wyszczej Lidze. Tak jak w karierze piłkarskiej jeszcze trzy razy w różne czasy prowadził macierzysty klub. Pracował również z klubem Nywa Tarnopol oraz Łukor Kałusz.

## Sukcesy i odznaczenia

### Sukcesy klubowe
- brązowy medalista Wtoroj Ligi ZSRR: 1987
- mistrz Pierwszej lihi Ukrainy: 1994

### Odznaczenia
- tytuł Mistrza Sportu ZSRR: 1983